# Diocèse de Ziguinchor
```

```

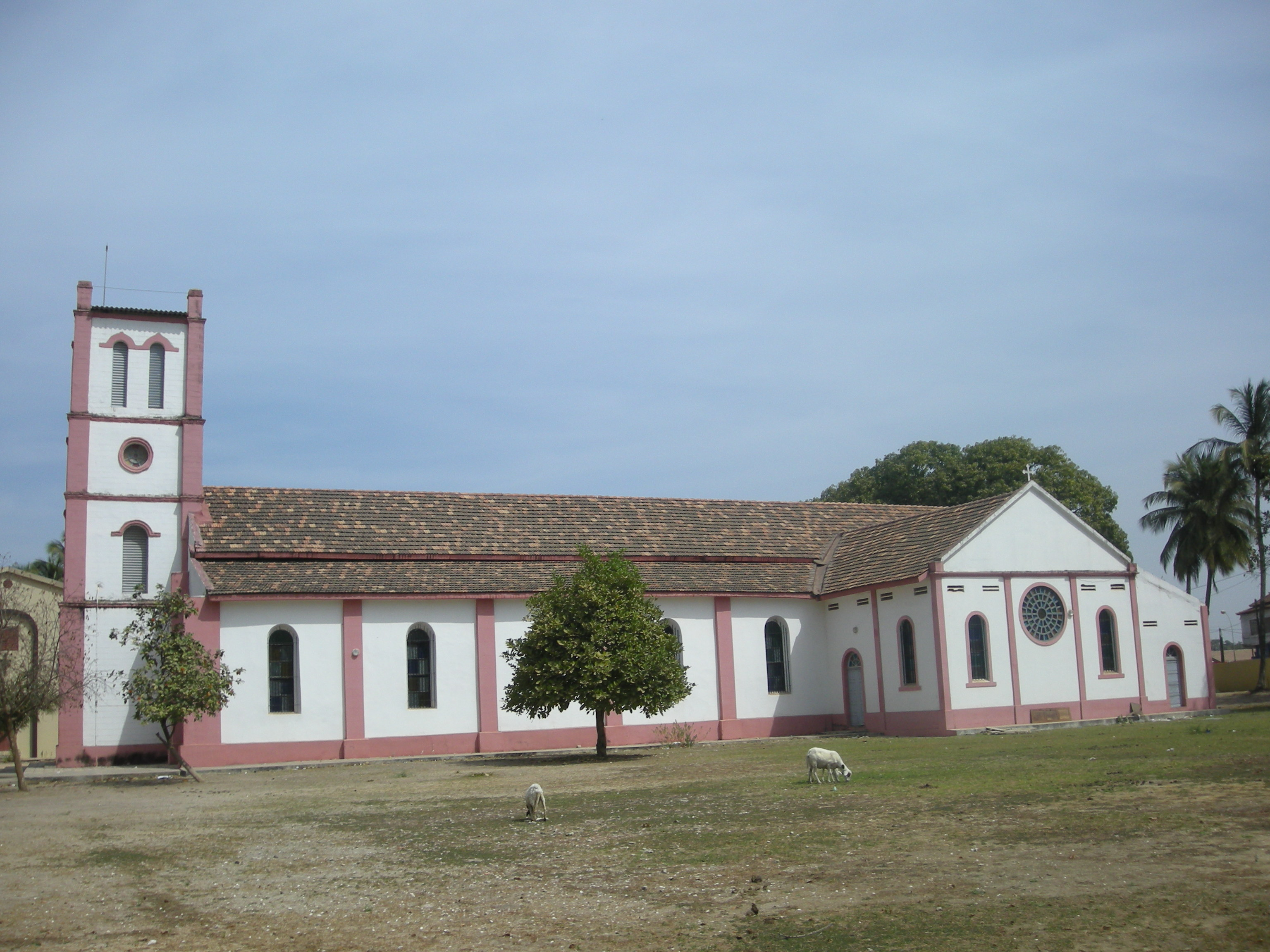
La cathédrale Saint-Antoine-de-Padoue de Ziguinchor.

Le diocèse de Ziguinchor (en latin : Dioecesis Ziguinchorensis) est un diocèse de l’Église catholique basé à la cathédrale Saint-Antoine-de-Padoue de Ziguinchor au Sénégal. Il est suffragant de l’archidiocèse de Dakar, comme les cinq autres diocèses du pays.

## Géographie
Le territoire du diocèse couvre 7 339 km2 de nos jours, et englobe la pointe sud-ouest du Sénégal ; il est donc bordé par la Guinée-Bissau avec le diocèse de Bissau (en) au sud, la Gambie et son diocèse de Banjul au nord, et l’océan Atlantique à l’ouest. À l’est du diocèse se trouve celui de Kolda, qui en a été scindé.

## Historique
Le diocèse commence comme préfecture apostolique le 25 avril 1939, par séparation du vicariat apostolique de Dakar (devenu archidiocèse de Dakar). Joseph Faye, un natif de l’île de Carabane, membre de la congrégation du pères du Saint-Esprit, est alors nommé préfet apostolique. Il faisait partie des trois prêtres autochtones que le pape Pie XII avait nommés en Afrique. Deux autres seront nommés la même année en Ouganda et à Madagascar. Il quittera la préfecture apostolique de Ziguinchor en 1947 pour devenir moine trappiste en France. Les témoignages recueillis auprès de membres du clergé local relèvent qu’il est parti parce que certains prêtres européens qui étaient en Casamance n’admettaient pas qu’un prêtre noir, même membre de leur congrégation, soit leur chef.
Le 10 juillet 1952, la préfecture apostolique devient vicariat apostolique, puis enfin diocèse le 14 septembre 1955. Le 21 janvier 1957, le diocèse est scindé une première fois pour établir la préfecture apostolique de Kaolack, devenu aujourd’hui diocèse de Kaolack.
Le diocèse est scindé une deuxième fois pour créer le diocèse de Kolda le 22 décembre 1999. Il perd alors le sanctuaire Notre-Dame-de-la-Paix de Temento, précédemment élu sanctuaire diocésain,. Pour compenser cela, il établit le sanctuaire Notre-Dame-des-Missions de Ziguinchor en tant que sanctuaire diocésain en 2010.